# ايرينا ياماني
ايرينا ياماني (山根 恵里奈) (20 ديسمبر 1990 في هيروشيما في اليابان – )؛ هي لاعبة كرة قدم كانت تلعب كحارس مرمى. ولعبت مع منتخب اليابان لكرة القدم للسيدات.

## وصلات خارجية
- ايرينا ياماني على موقع الاتحاد الدولي (مؤرشف)  (الإنجليزية)
- ايرينا ياماني على موقع الاتحاد الأوربي (الإنجليزية)
- ايرينا ياماني على موقع قاعدة بيانات كرة القدم.إي يو (الإنجليزية)
- ايرينا ياماني على موقع Soccerway.com (الإنجليزية)
- ايرينا ياماني على موقع عالم كرة القدم.نت (الإنجليزية)
- ايرينا ياماني على موقع أوليمبيديا (الإنجليزية)